# Reichenbachia corporalis
Reichenbachia corporalis är en skalbaggsart som beskrevs av Thomas Casey 1897. Reichenbachia corporalis ingår i släktet Reichenbachia och familjen kortvingar. Inga underarter finns listade i Catalogue of Life.